# Asclepias cinerea
Asclepias cinerea là một loài thực vật có hoa trong họ La bố ma. Loài này được Walter mô tả khoa học đầu tiên năm 1788.